# Comuna Cotul-Vânători, Cozmeni
Cotul-Vânători (în ucraineană Стрілецький Кут, transliterat: Strilețkîi Kut) este o comună în raionul Cozmeni, regiunea Cernăuți, Ucraina, formată din satele Bordei, Cotul-Vânători (reședința) și Râvna.

## Demografie
Componența lingvistică a comunei Cotul-Vânători
     Ucraineană (99,25%)
     Alte limbi (0,73%)
Conform recensământului din 2001, majoritatea populației comunei Cotul-Vânători era vorbitoare de ucraineană (99,25%), existând în minoritate și vorbitori de alte limbi.